# Villa Souchet
La villa Souchet est une voie du 20e arrondissement de Paris, en France.

## Situation et accès
La villa Souchet est une voie privée située dans le 20e arrondissement de Paris. Elle débute au 105, avenue Gambetta et se termine au 100, rue Orfila.

## Origine du nom

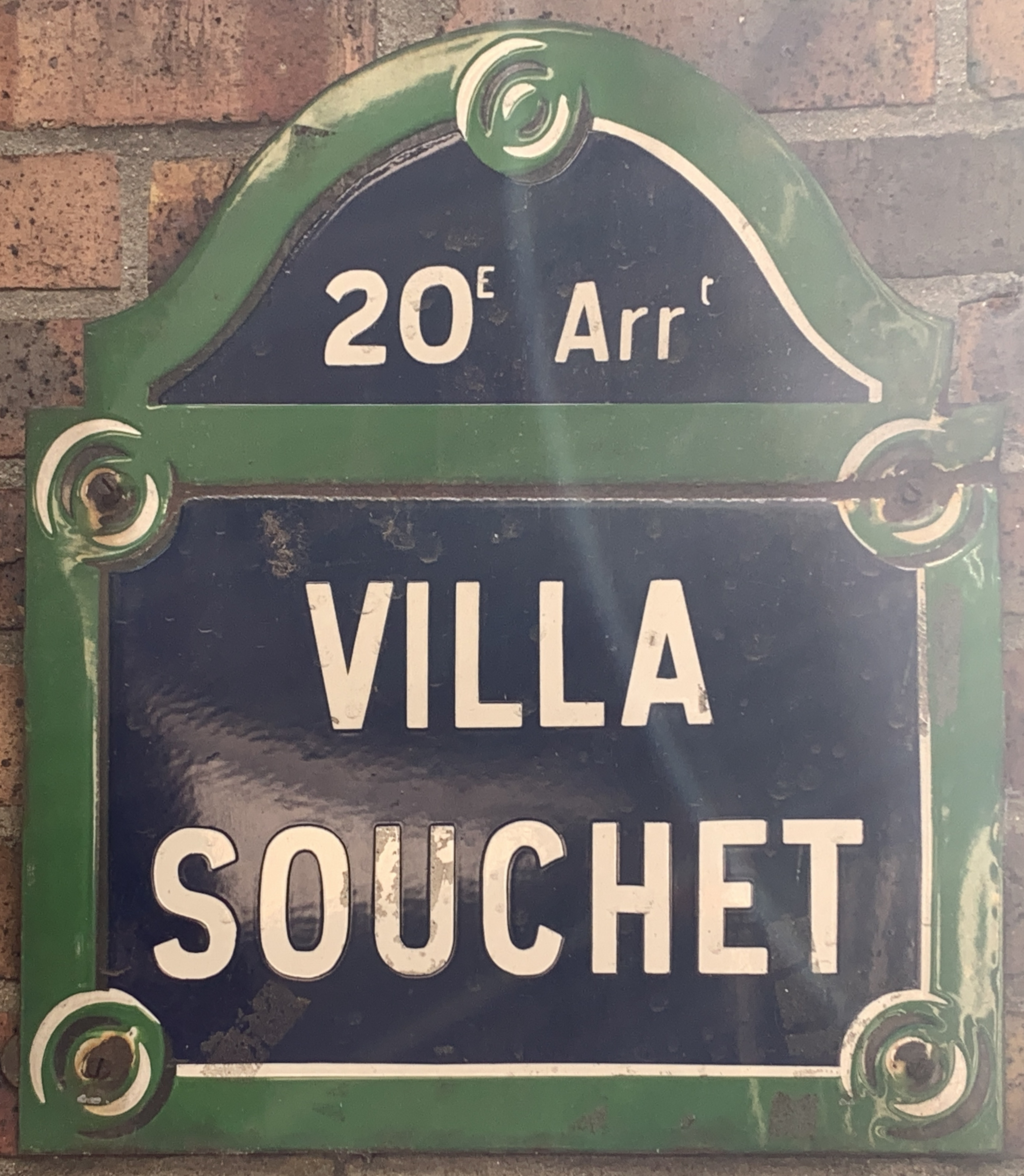
Plaque de la voie.

Cette voie a pris le nom du propriétaire des terrains sur lesquels elle a été ouverte.

## Historique
La villa Souchet était à l'origine un passage entre l'avenue Gambetta et la rue Orfila.
Côté avenue Gambetta, ouvre en 1909 le cinéma Gambetta, renommé Gambetta Étoile puis Le Mambo. Il est détruit en 1974.
Ensuite, la cour de l'école du 103 avenue avenue Gambetta a été agrandie puis il fut construit l'immeuble 100 rue Orfila ; le passage est resté ouvert jusqu'à la fin des années 2000, avant d'être clos par une grille.